# 後台
後台為舞臺工作者的空間，它支援台前的演出。

## 簡介
近現代的劇場後台約略包含：
- 遠離觀眾席的空間 
  - 化妝室、休息室
  - 排練室
  - 會議室
  - 管理室、辦公室
  - 倉庫、備品室
  - 佈景工廠、服裝工廠、洗衣間
  - 佈景道具出入口
  - 演職員專用出入口
  - 停車場
  - 盥洗室、更衣室
- 接近觀眾席的空間 
  - 燈光控制室
  - 音響控制室
  - 追蹤燈（追光）室
  - 架燈空間，如貓道、燈光包廂等。

## 相關
- 虎度門